# Pont Jean
 Le pont Jean ou pont Ioannovsky (en russe : Иоанновский мост) est le plus vieux pont de Saint Pétersbourg (1706), surnommé par les habitants « le grand père ». Il était initialement en bois, avant d'être renforcé au fil du temps,. Il est nommé en l'honneur du frère de Pierre le Grand. Il se dresse sur le Détroit Kronverksky menant à l'île aux Lièvres (Кронверкский пролив), et reliant l'île Petrogradsky à l'île aux Lièvres, servant d'accès à la Forteresse Pierre-et-Paul. 

## Articles Connexes
Ponts voisins dans le sens des aiguilles d'une montre 
- Pont Saint-Samson, nord-est (sur la Grande Neva)
- Pont de la Trinité, sud-est (sur la Néva)
- Pont de la Bourse, sud-ouest (sur la Petite Neva)
- Pont du Palais, sud-ouest (sur la grande Neva)

## Autres projets
- Wikimedia Commons contient des images ou d'autres liens sur pont Jean